# منیژه آرمین
منیژه آرمین (زاده ۲۳ آذر ۱۳۲۴ تهران) هنرمند و نویسنده معاصرایرانی است که به پیکره‌سازی و سفال‌گری اشتغال دارد.

## سال‌های اول زندگی
وی در پائیز ۱۳۲۴ در تهران به دنیا آمد. وی از چهار سالگی همراه با بزرگترها به مجالس مثنوی خوانی می‌رفته است و به همین دلیل است که وزن‌های مثنوی در ذهن او کاملاً جا نیفتاده است.

## تحصیلات
وی در سال ۱۳۴۴ دوره تربیت معلم را یک ساله گذراند و به استخدام آموزش و پرورش درآمد؛ و هم‌زمان در رشته روان‌شناسی دانشگاه تهران ثبت نام کرد.
او کارشناس ارشد مشاوره تحصیلی از دانشگاه تربیت معلم، کارشناس روان‌شناسی از دانشکده ادبیات دانشگاه تهران، کارشناس رشته مجسمه‌سازی از دانشکده هنرهای زیبای دانشگاه تهران است.
زمینه‌های فعالیت او معلمی، مشاوره، پژوهش، کارهای مطبوعاتی، خبرنگاری، گزارشگری و کارهای هنری از جمله سفالگری است.
عضویت در هیئت مدیره گروه آبی بیکران هنر، همکاری با مجلات زن روز، پگاه، ندا، ادبیات داستانی و پیام زن، بازرسی انجمن هنرمندان سفالگر معاصر، عضویت هیئت علمی انجمن قلم، عضویت شورای سیاستگذاری دوسالانه هشتم سفال، دبیری نمایشگاه ملی بزرگ زنان سفالگر ایران، در کارنامه‌اش به چشم می‌خورد.
آرمین همچنین دبیر علمی نهمین جایزه ادبی جلال آل احمد بوده است.

## فعالیتهای اجتماعی
- عضو هیئت مدیره انجمن قلم (دوره اول) عضو بازرسان انجمن قلم (دوره سوم)
- عضو انجمن صنفی روزنامه‌نگاران عضو هیئت مدیره مؤسسه فرهنگی‌هنری آبی بیکران (دوره اول و دوم و سوم)
- عضو شورای سیاستگذاری انجمن سفال عضو هیئت مدیره انجمن هنرمندان سفالگر (دوره اول)
- بازرس هنرمندان سفالگر (دوره دوم) عضو هیئت علمی توسعه مطالعاتی جهان‌باغ ایرانیان
- عضو شورای سیاستگذاری دوسالانه هشتم سفال و سرامیک داور دوسالانه هشتم سفال و سرامیک
- عضو شورای سیاستگذاری دوسالانه نهم سفال و سرامیک دبیر دوسالانه نهم سفال و سرامیک
- داور دوسالانه دهم سفال و سرامیک دبیر اولین نمایشگاه زنان سفالگر دبیر بخش سفال چهارمین جشنواره فجر
- عضو شورای سیاستگذاری جشنواره هنرهای تجسمی فجر (دوره سوم و چهارم و پنجم)
- داور بخش سفال سیزدهمین جشنواره هنرهای تجسمی فجر
- عضو شورای داوری جشنواره سراسری داستان عضو شورای داوری جایزه شهید غنی‌پور (دوره‌های مختلف)
- عضو شورای داوری مسابقه داستان‌نویسی دانشجویان سراسر کشور (در دوره‌های مختلف)
- عضو شورای داوری داستان انقلاب عضو شورای داوری جایزه پروین اعتصامی ۱۳۹۵ و ۱۳۹۷
- دبیر علمی جایزه ملی جلال آل احمد دوره نهم ۱۳۹۵ دبیر جایزه داستان انقلاب ۱۳۹۵ و ۱۳۹۶
- عضو هیئت علمی جایزه ملی جلال آل احمد ۱۳۹۷
- عضو هیئت امناء بنیاد شعر و ادبیات داستانی
- عضو شورای سیاستگذاری در دوسالانه یازدهم سرامیک

## نمایشگاه‌های انفرادی
نگارخانه مانی ۱۳۵۴
نگارخانه عارف قزوینی ۱۳۷۲
نگارخانه هنر ایران ۱۳۷۴
نمایشگاه خصوصی در ونکوور کانادا ۱۳۷۲
نمایشگاه خصوصی در لس‌آنجلس آمریکا ۱۳۷۴
نگارخانه سعدآباد ۱۳۷۹
نگارخانه سرو ۱۳۷۹
موزه آبگینه ۱۳۸۰
فرهنگسرای اقوام ۱۳۸۰
نگارخانه آثار ۱۳۸۰
نگارخانه برگ ۱۳۸۲
نگارخانه جهان‌نما ۱۳۸۳
نگارخانه کمال‌الدین بهزاد ۱۳۸۵
نگارخانه نیکزاد، وابسته به ایرانیان مقیم واشینگتن ۱۳۸۵
ارشاد زنجان ۱۳۸۵

## نمایشگاه‌های گروهی
تالار محراب ۱۳۶۳
نمایشگاه دانشجویان بخش استادان موزه هنرهای معاصر ۱۳۷۲
چهارمین دوسالانه سفال و سرامیک موزه هنرهای معاصر ۱۳۷۴
کنگره عطار نیشابوری انفرادی سالن سیمرغ ۱۳۷۴
نمایشگاه بزرگ زنان گروهی کاخ موزه‌نیاوران ۱۳۷۵
پنجمین دوسالانه انفرادی سفال و سرامیک فرهنگسرای ملل ۱۳۷۵
پنجمین دوسالانه سفال و سرامیک موزه هنرهای معاصر ۱۳۷۶
مرکز میراث فرهنگی تهران ۱۳۷۷
فرهنگسرای هنر ۱۳۷۹
موزه آبکار سعدآباد ۱۳۸۱
کاخ جهان‌نما ۱۳۸۲
فرهنگستان هنر ۱۳۸۲
فرهنگسرای نیاوران ۱۳۸۲
فرهنگسرای ابن‌سینا ۱۳۸۲
نگارخانه آثار ۱۳۸۳
دوسالانه هشتم سفال و سرامیک نگارخانه صبا ۱۳۸۳
موزه قرآن ۱۳۸۳
نگارخانه شیخ هادی ۱۳۸۳
نگارخانه ابن سینا ۱۳۸۴
موزه قرآن ۱۳۸۴
نگارخانه خاک ۱۳۸۴
کیش ۱۳۸۴
نگارخانه سبلان ۱۳۸۴
نگارخانه آثار ۱۳۸۵
نگارخانه منصوره حسینی ۱۳۸۵
فرهنگسرای نیاوران ۱۳۸۵
موزه قرآن ۱۳۸۵
ارشاد قزوین ۱۳۸۵
فرهنگسرای ملل ۱۳۸۷
سالن همایش صدا و سیما ۱۳۸۷
دوسالانه نهم سفال و سرامیک نگارخانه کومش سمنان ۱۳۸۷
پارک گفتگو ۱۳۸۷ گروهی موزه امام علی ۱۳۸۸
دوسالانه دهم سفال و سرامیک موزه امام علی ۱۳۸۸
خانه هنرمندان ۱۳۸۹
موزه قرآن ۱۳۸۹
پنجمین دوسالانه پکن، پکن ۲۰۱۲
خانه هنرمندان ۱۳۹۳
نمایشگاه گروهی هنرمندان نامدار پیشکسوت همراه با چهره‌های شاخصی نظیر ایران درودی، علی فرامرزی، حسین محجوبی، حسین نوری، ناصر هوشمند وزیری و حسن ارژنگ‌نژاد ۱۳۹۸
شرکت در یازدهمین دوسالانه سرامیک ۱۳۹۹

## لوح‌های تقدیر
۱۳۶۷ -لوح سپاس به دلیل فعالیت ادبی در حوزه دفاع مقدس از سوی وزیر فرهنگ و ارشاد اسلامی
۱۳۶۷ -لوح تقدیر به مناسبت نفر برگزیده در دوسالانه پنجم سفال و سرامیک
۱۳۸۲ -لوح سپاس برگزیده در نمایشگاه قرآن از سوی وزیر فرهنگ و ارشاد اسلامی
۱۳۸۳ -مفتخر به دریافت عنوان خادم‌القرآن و دریافت لوح تقدیر از رئیس‌جمهور
۱۳۸۳ -لوح سپاس برگزیده در نمایشگاه قرآن از سوی وزیر فرهنگ و ارشاد اسلامی
۱۳۸۵ -لوح تقدیر از سوی انجمن ایرانیان مقیم واشینگتن
۱۳۸۷ -لوح تقدیر از سوی مدیرکل هنرهای تجسمی
۱۳۸۸ -دریافت نشان عالی و طوبای زرین مفاخر هنرهای تجسمی فجر
۱۳۸۹ -لوح تقدیر از سوی رئیس حوزه هنری سازمان تبلیغات اسلامی
۱۳۸۹ -لوح تقدیر به دلیل همکاری در شورای هنری از سوی مدیرکل مرکزی هنرهای تجسمی
۱۳۸۹ -لوح تقدیر از سوی معاونت وزارت فرهنگ و ارشاد اسلامی، لوح تقدیر از سوی رئیس حوزه هنری سازمان تبلیغات اسلامی
۱۳۹۲ -تندیس و لوح افتخار استاد فروزانفر، لوح تقدیر به مناسبت برگزیده شدن در نمایشگاه زنان هنرمند (بخش استادان)، لوح تقدیر در کاخ نیاوران وابسته به سازمان میراث فرهنگی، لوح تقدیر به مناسبت حضور در نمایشگاه هشتصد سال با مولانا، لوح تقدیر به مناسبت شرکت در نمایشگاه آینه در آینه شهرداری تهران، لوح تقدیر جهت همکاری در بیست و چهارمین دوره کتاب

## استادان
رضا داوری اردکانی در فلسفه و غلامحسین صدیقی در جامعه‌شناسی دانشکدهٔ ادبیات دانشگاه تهران، استاد جواد حمیدی و استاد علی اکبر صنعتی، استادمحمود جوادی پور، استاد محمود فرشچیان و استاد هانیبال‌الخاص نیز از استادان ایشان در دانشکده هنرهای زیبا بوده‌اند.

## گفتاورد
وی معتقد است:انسان در طلب گمشده خویش است. وقتی می‌نویسد، وقتی می‌خواند، وقتی رنگ‌ها را به هم می‌آمیزد یا تندیسی را می‌آفریند، یا حتی وقتی به کشف پدیده‌ای علمی می‌پردازد، باز هم خود را می‌جوید من بی‌رنگ و بی نشان را.

## کتاب‌ها
- کیمیاگران نقش

این کتاب دربرگیرنده زندگینامه داستانی هفت نقاش مشهور ایرانی استاد محسن سهیلی؛ استادمحمود فرشچیان؛ استادحسن اسماعیل‌زاده؛ استاد علی کریمی؛ استاد جواد حمیدی؛ استاد عیسی بهادری و استاد علی‌اکبر صنعتی است.
- شخصیت‌شناسی در مثنوی و کمدی الهی

این کتاب کاری پژوهشی است که توسط استاد منیژه آرمین و خانم دکتر اعظم سازور به انجام رسیده است.
- روزی که عمّه خورشید مُرد
- بوی خاک
- گزیده ادبیات معاصر
- نبضم را بگیر، همهمهٔ بودن دارد (در شرح زندگی و آثار طاهره صفارزاده)
- لبهٔ تیغ (اشارتی بر زندگی شیخ‌الرئیس ابوعلی سینا)
- راز لحظه‌ها
- حکایت پرواز روح

این کتاب بازنویسی از منطق‌الطیر عطار نیشابوری است.
- گیله بانو
- ای کاش گل سرخ نبود[۸]

_رمان چهار جلدی با پیش زمینهٔ تاریخی:
- ۱_ شب و قلندر
- ۲_شباویز[۹][۱۰]
- ۳_شانزده سال
- ۴_کسوف
- حقیقت عشق

این کتاب راز سرگشتگی هفت عاشق همچون رابعه، پیر چنگی، فضیل عیاض و … است که در هفت بخش نوشته شده است.
- سرود اروند رود ؛ انتشارات مؤسسه انجمن قلم ایران؛ داستان دفاع مقدس[۱۱]

## آثار تجسّمی
- بانوی آب _آناهیتا -حجم سفال دست‌ساز به همراه لعاب‌های رنگی
- میدان تجریش به روایت سفال (مجسمه واقع در میدان تجریش تهران)
- هفت شهر عشق (طلب، عشق، معرفت، استغنا، توحید، حیرت، فقر و فنا)
- ارومیای بنفش - حجم سفال دست‌ساز به روش اِنگوب

اسطوره‌ای مربوط به۷۲۴ سال قبل از میلاد مسیح، نگهبان دریاچه ارومیه
- بانوی روستایی
- باغ بهشت
- سروهای عاشق -نقش برجسته دست‌ساز با پوشش لعاب‌های رنگی و طلا
- مجموعه اهل‌بیت (ع)
- معراج پیامبر -نقش برجسته سفال همراه با لعاب رنگی و لعاب طلای زرد و سفید
- نیایش
- حدیث کساء شامل دو اثر است.
- فُزتُ شهادت حضرت علی (ع) - نقش برجسته سفال به همراه اکسید آهن
- گل‌های زهرا (ع) -حجم سفال دست‌ساز به همراه آینه‌کاری و اکسید آهن
- شهید -سفال دست‌ساز به همراه لعاب‌های رنگی و طلا
- سی‌مرغ و سیمرغ
- گفتگوی پرندگان
- قبل از سفر
- تا بی‌نهایت
- ققنوس
- درخت و پرنده
- گلاب‌گیری
- بانوی قاجار
- حوض و ماهی
- زندگی
- مادر
- پیچک زندگی
- حرکت
- نوستالژی شامل دو اثر می‌باشد.
- قالیچه افشاری
- محراب
- کاروان
- دو پرنده
- نقش ایرانی
- بزهای کوهی
- ترکیب بندی شهر ماسوله
- جشن محصول
- سرو و شکوفه
- نیلوفر آبی
- مجموعه نقش قالی شامل سه اثر نقش برجسته دست‌ساز با روش اِنگوب می‌باشد.
- مجموعه انعکاس ۱-۲-۳-۴ (نقاشی روی آیینه و نقاشی آکریلیک روی پلکسی گلاس)
- نقاشی هفت شهر عشق -ترکیب مواد روی مقوا
- نقاشی ای کاش گل سرخ نبود -ترکیب مواد روی مقوا
- طرح روی جلد چاپ اول رمان «ای کاش گل سرخ نبود.»